# Północno-zachodni okręg administracyjny Moskwy
Północno-zachodni okręg administracyjny Moskwy (ros. Се́веро-За́падный администрати́вный о́круг Москвы) – jeden z 12 moskiewskich okręgów administracyjnych, leżąca w północno–zachodniej części miasta Moskwa.
Okręg ma około 93,2 km² powierzchni, od jego południowej części graniczy z Zachodnim okręgiem administracyjnym, natomiast od północnego–wschodu z Północnym okręgiem administracyjnym, graniczy również z Centralnym okręgiem administracyjnym. 
Według spisu powszechnego mieszkańców z 2021 roku, zamieszkiwało go 1 011 387 osób, a gęstość zaludnienia wynosiła około 10 842,3 os./km². Północno-zachodni okręg administracyjny dzieli się na 8  rejonów:
1. Choroszowo-Mniowniki (Хорошёво-Мнёвники)
2. Jużnoje Tuszino (Южное Тушино)
3. Kurkino (Куркино)
4. Mitino (Митино)
5. Pokrowskoje-Strieszniewo (Покровское-Стрешнево)
6. Siewiernoje Tuszino (Северное Тушино)
7. Strogino (Строгино)
8. Szczukino (Щукино)